# Dicranomyia (Idioglochina) latibasis
Dicranomyia (Idioglochina) latibasis is een tweevleugelige uit de familie steltmuggen (Limoniidae). De soort komt voor in het Neotropisch gebied.